# 長谷川裕一
長谷川 裕一（1961年4月25日—）是日本漫畫家、特摄評論家。千葉縣佐原市（現・香取市）出身。

## 作品

### 漫畫
- 《星際終結者》系列
  - 星圖傳說、原名《マップス（日语：マップス）》、全17冊
  - 星際終結者外傳、原名《マップス外伝（日语：マップス）》、全2冊
  - 機械女神傳說、原名《マップス ネクストシート（日语：マップス ネクストシート）》、全15冊、星際終結者（舊譯：星圖傳說）的續作
- 《時空眼》系列
  - 時空眼、原名《クロノアイズ（日语：クロノアイズ）》、全6冊、第34回日本星雲獎漫畫部門得獎作品
  - 超越時空眼、原名《クロノアイズ・グランサー（日语：クロノアイズ）》、全3冊
- 《機動戰士海盜GUNDAM》系列
  - 機動戰士海盜GUNDAM、原名、全6冊
  - 機動戰士海盜GUNDAM 骷髏之心、原名、全1冊
  - 機動戰士海盜GUNDAM 鋼鐵之七人、原名、全3冊
  - 機動戰士海盜GUNDAM GHOST、原名、全12冊
  - 機動戰士海盜GUNDAM DUST，原名、全13冊
  - 機動戰士海盜GUNDAM X-11，原名、全2冊
- 機動戰士V GUNDAM外傳、原名《機動戦士Vガンダム外伝（日语：機動戦士Vガンダム#漫画）》、全1冊、另收錄短篇《機動戰士VS傳說巨神》
- 伊沙米大冒險、原名、全10冊、動畫在日本播放時配套發行的同名漫畫版
- 忍鬥炎傳、原名、全3冊

### 設定集
- 《用厲害的科學來保護你》系列、以特攝《超級戰隊系列》為主的科幻科學考據書
  - 用厲害的科學來保護你！、原名《すごい科学で守ります!（日语：すごい科学で守ります!）》
  - 用更厲害的科學來保護你！、原名《もっとすごい科学で守ります!（日语：すごい科学で守ります!）》、第32回日本星雲獎非虛構部門得獎作品
  - 用更加厲害的科學來保護你！、原名《さらにすごい科学で守ります!（日语：すごい科学で守ります!）》
- 機動戰士海盜GUNDAM機械設定集、原名

## 電視、活動演出
- 日本科幻大會 - 從第32回（1997年）起幾乎每年舉辦談話節目「すごい科学で守ります!」。
- 電視冠軍（2000年2月10日） - 反派怪獸、怪人王錦標賽冠軍[1]。

## 外部連結
- （日語） - 公式網站
- （日語）http://www.bekkoame.ne.jp/~keppel/ （页面存档备份，存于） - ファンサイト、最新情報等
- （日語）http://www8.big.or.jp/~masube/ （页面存档备份，存于） - ファンサイト、単行本関連資料等